# Eugène Durif
Pour les articles homonymes, voir Durif (homonymie).
 (juin 2017).
 (décembre 2020).
Eugène Durif,, né à Saint-Priest (Rhône) en 1950, est un dramaturge et écrivain français.

## Biographie
Né en 1950 à St-Priest, dans la banlieue lyonnaise, Eugène Durif a suivi des études de philosophie et exerça quelque temps la profession de journaliste. Depuis 1987, il se consacre à la poésie, à des récits, nouvelles et romans ainsi que des textes pour la radio et des pièces de théâtre. Il anime également de nombreuses activités de formation dans des écoles de théâtre.
Il a publié des articles (Dictionnaires des philosophes, P.U.F.) et textes (sur la littérature, le théâtre, la peinture dans des journaux et revues ( Actuels, Action poétique, Le journal à Royaumont, Les Lettres françaises, Les cahiers de Prospéro, Frictions...). 
Il a aussi adapté Ulysse de James Joyce pour Bruno Carlucci en 1975 (Traversées d'Ulysse), Les Bostoniennes de Henry James en 1976 pour André Merle, réalisé des travaux dramaturgiques pour plusieurs metteurs en scène, collaboré avec Dominique Guihard à l'écriture d'un spectacle de Francesca Solleville, écrit pour la radio, le cinéma et participé à plusieurs aventures collectives de Jean-Louis Hourdin, avec notamment en 1989 Hurle France, créé au Festival de Hérisson.  Il a pris part à la traduction-adaptation de Orgia de Pier-Paolo Pasolini, mis en scène par Jean Lambert-wild.
Il a notamment écrit pour le théâtre Conversation sur la Montagne  (ISBN 2-908185-00-8) , créée par Patrick Pineau, en octobre 1992, au Centre Dramatique de Nancy et à Théâtre Ouvert en décembre 1992, Le Petit Bois, créé en mai 91 au T.N.P., à Villeurbanne, dans une mise en scène de Eric Elmosnino, présentée également au Festival d'Avignon 91 et au Théâtre des Amandiers à Nanterre et repris depuis dans plusieurs mises en scène (plusieurs des textes cités sont publiés par Actes Sud Papiers). 
Tonkin-Alger, a été créée à Paris, en 1990, au Théâtre Ouvert, par Charles Tordjman, L'arbre de Jonas, B.M.C créé au Théâtre Gérard-Philipe de Saint-Denis dans une mise en scène de Anne Torrès en 1991, Les Petites Heures qui a été créé en septembre 1997 par Alain Françon au Théâtre National de la Colline, Croisements, divagations (mise en scène de Joël Jouanneau), Via Négativa, comédie mise en scène par Nordine Lahlou à la Cité Internationale, puis reprise sous le titre Les placebos de l’histoire par Lucie Berelowitch, Rêve d'Electre et Pauvre folle Phèdre, mis en scène par Guy Alloucherie et Eric Lacascade, Maison du Peuple, créé par Dominique Lardenois, dont une mise en scène a également été réalisée par Michel Cerda, "Nefs et naufrages (sotie)" écrit pour la classe de Dominique Valadié au Conservatoire, Meurtres hors champ, mise en scène de Jean-Michel Rabeux, en 1999 à Théâtre Ouvert et en juillet 2000 à la Chartreuse de Villeneuve-lès-Avignon, Hier, c'est mon anniversaire, L'enfant sans nom et Variations Antigone...
Plusieurs de ses pièces ont été réalisées par France Culture (principalement dans le Nouveau Répertoire Dramatique de Lucien Attoun). Plusieurs de ses œuvres ont été traduites et éditées, notamment en Allemagne et en Italie.
Il écrit également des pièces pour le jeune public, dont trois La petite Histoire , Mais où est donc Mac Guffin ? et Têtes farçues ont été publiées à L'École des loisirs. Carnivale, pièce de cirque pour jeune public a été créée au Cirque Électrique à Paris et éditée chez Tohu Bohu, avec des illustrations de Kiki Picasso. Une autre de ses pièces jeune public « Le baiser du Papillon » a été présentée en janvier 2006 au Théâtre de l’Est Parisien (avec jean-Louis esclapes, mise en scène par Stéphane Delbassé) et réalisée par France Culture
Il est intervenu sur l’écriture de textes dans plusieurs spectacles musicaux de Jean-Paul Delore. Comme auteur de livret, il a travaillé avec Arnaud Petit (Les déchainés, mini-opéra pour enfants), Stéphane Guignard (Espèces de grenouilles, créé à la Cité de la musique en 2002), Jonathan Pontier (musique) et Christian Gangneron (mise en scène) pour Têtes Pansues (Direction musicale Pierre Roullier et Ensemble 2e2m), Benjamin Hertz (musique) et conception-mis en scène de Stéphanie Marco et Julien Parent pour Mets l'Ancolie sur tes Yeux[réf. nécessaire]. Il a écrit aussi un livret d ‘opéra pour les élèves du CRR Ile-de-France, « Orphée en coulisses » qui a été mis en scène par Jean-Claude Cotillard et présenté en juin 2014 (Chorégraphie de Patricia Alzetta, sous la direction musicale de François Vion).
Après un récit "Une manière Noire", chez Verdier en 1986, Eugène Durif a publié en septembre 2001 un premier roman “ Sale temps pour les vivants ” chez Flammarion. En février 2OO4 est paru chez Actes Sud “ de plus en plus de gens deviennent gauchers ”, un recueil de nouvelles et en septembre 2008 un roman "laisse les hommes pleurer" a été publié par le même éditeur. En 2016 « L’âme à l’envers », est également paru chez Actes Sud.
Eugène Durif, a aussi publié des poèmes (L’Étreinte, le temps, aux Éditions Comp’Act) et dans de nombreuses revues. L’ensemble de son œuvre poétique est rassemblée et éditée par les Éditions La Rumeur Libre sous le titre Au bord du théâtre en trois tomes, le premier étant paru en décembre 2014, le second en 2016 et le dernier en 2020.
Reconnu, il a présenté des spectacles théâtraux  pour la Colline, Scène Nationale, comme "La Nuit des feux".

### Théâtre de rue
Il travaillé depuis 1998 avec le groupe de théâtre et de musique de rue Métalovoice (Espèce H. - mémoire vivante, 1998), Les Grooms (Le bonheur est dans le chant, Gianni Skicki), le Teatro de Silencio (Emma Darwin, 2010)... et a participé à l’écriture de plusieurs spectacles de cirque (notamment avec le Cirque Électrique, récemment "Le Cabaret de la rage" et "Au bord du cirque" en 2020).

### La compagnie l'envers du décor
Avec Catherine Beau il a fondé la Compagnie l'envers du décor. 
Il a un long parcours, à l'intérieur de la compagnie l'envers du décor avec la comédienne et metteure en scène Karelle Prugnaud, depuis 2006. 
En 2016, la compagnie a créé son premier spectacle spécialement destiné au jeune public : « Ceci n'est pas un nez ! ». Une libre adaptation des « aventures de Pinocchio » par Eugène Durif, mise en scène par Karelle Prugnaud. 
Pour le cirque, il a écrit deux spectacles qu'elle a montés: "Kawaï/Hantaï" (Les Subsistances, Lyon, 2010) et "Hentaï Circus" en 2017 au Cirque Électrique et écrit les textes de nombreuses performances: notamment en 2015 > Création de "Hide (vivons heureux, vivons cachés)" (Textes d'Eugène Durif, mise en scène de Karelle Prugnaud) dans le cadre du festival "Au bord du risque" - Scène nationale d'Aubusson), « La brulure du regard », performance créé pour la Nuit des musées le 17 mai 2008. Reprise au CDN de Limoges en novembre 2008, au Théâtre de l’Étoile du Nord (Paris) en février 2009. 
Nouvelle création en résidence aux Subistances en octobre 2009 (week-end « ça trace »), « Doggy Love », performance théâtre/vidéo/musique, dans le cadre du festival de théâtre contemporain « 20scènes » (mai 2007)
en 2017, il a écrit les textes  d'un festival pluridisciplinaire : Tous azimuts, (à Dieppe, DSN) mêlant théâtre de rue, performances, cabaret, cirque mis en scène par Karelle Prugnaud, notamment un texte "un roi cannibale" joué par Denis Lavant, et d'autres textes pour Bernard Menez, Xavier Berlioz... 
Il a écrit une pièce autour de la relation entre James Joyce et sa fille, Le cas Lucia J. créée par Eric Lacascade à la Rose des Vents à Villeneuve-d'Ascq (décembre 2018), spectacle en tournée, joué par Karelle Prugnaud.

### Comédien
Comme comédien, il a notamment joué en compagnie de Robert Cantarella (Grand et Petit de Botho Strauss), Jean-Louis Hourdin, Catherine Beau, Patrick Pineau ainsi que Les barbares" de Gorki pour lequel il a été également dramaturge et dans plusieurs de ses pièces mises en scène par Karelle Prugnaud : Cette fois sans moi, Bloody girl, La nuit des feux, Kawaï/Hantaï.
Il a joué dans Le cauchemar de Jean-Michel Rabeux au Théâtre de la Bastille (septembre, octobre 2009), et depuis septembre 2010 dans C'est la faute à Rabelais, mis en scène par Jean-Louis Hourdin (création à Bourg-en-Bresse, dans le Limousin, et au Théâtre des Halles, à Avignon), avec lequel il a réalisé un spectacle musical, Le désir de L'humain, en collaboration avec Karine Quintana[pertinence contestée],.
Au cinéma, il a tourné avec Damien Odoul (En attendant le déluge), Patrick Grandperret (Meurtrières), Michèle Rosier (Ah ! la libido).

## Publications
Reconnu par son travail chez Actes Sud, Flammarion, et autres, il est reconnu comme auteur.

### Théâtre
- 1986 : Conversation sur la Montagne, tirage limité, La maison du livre de Pérouges, (avec des lithographies de  Madeleine Lambert), puis éditions Michel Chomarat, 1990
- 1990 : L'arbre de Jonas, tapuscrit de théâtre Ouvert, repris chez Comp'Act, puis en tapuscrit de Théâtre Ouvert (avec la traduction allemande de Klaus Gronau)
- 1991 : B.M.C. (Bordel Militaire de Campagne), éditions Comp'Act
- 1994 : Croisements, divagations, suivi de Chorégraphie à blanc, Actes Sud papiers
- 1995 : Tonkin-Alger[17], tapuscrit de Théâtre Ouvert, puis éditions Comp'Act, puis Actes Sud papiers, avec Maison du Peuple
- 1995 : Paroles échappées du chœur, Paroles d'Aube
- 1996 : Via Négativa, comédie, Actes Sud papiers
- 1996 : Les Petites heures, suivi de Eaux dormantes, Actes Sud papiers
- 1997 : De si peu se souvenir, dans Lyon, ville écrite, Stock
- 1997 : Meurtres hors champ, tapuscrit de Théâtre Ouvert, puis Actes Sud Papiers, octobre 1999
- 1998 : Le coup de pied de l’ange, La Polygraphe, Numéro deux, Comp’Act,
- 1999 : Filons vers les iles Marquises, opérette, Actes Sud Papiers, traduit en allemand par Almut Lindner.
- 2000 : Pochade Millénariste, Actes Sud Papiers
- 2000 : Têtes farçues, L’école des Loisirs
- 2001 : Maison d’hôtes, radio-drame, Théâtre Ouvert
- 2001 : Divertissement bourgeois, Actes Sud Papiers
- 2001 : Sale temps pour les vivants, roman, Flammarion
- 2002 : Ni une, ni deux, Actes Sud Papiers
- 2004 : Hier, c'est mon anniversaire, Actes Sud Papiers
- 2006 : L'enfant sans nom, Actes Sud Papiers
- 2008 : La nuit des feux, Actes Sud papiers
- 2010 : Loin derrière les collines, suivi de L'arbre de Jonas, Actes Sud papiers
- 2011 : Le petit bois, suivi de Le fredon des taiseux, Actes Sud Papiers

#### Théâtre Jeunesse
- 1998 : La Petite Histoire, École des Loisirs, Coll. « Théâtre »
- 2000 : Têtes farçues, École des Loisirs, Coll. « Théâtre »
- 2004 : Mais où est donc Mac Guffin ?, École des Loisirs, Coll. « Théâtre »
- 2017 : Ceci n'est pas un nez, Actes Sud Jeunesse (Heyoka),
- Carnivale (avec un cd de chansons mises en musique par Hervé Vallée et des illustrations de Kiki Picasso), éditions Tohu Bohu

#### Adaptations théâtrales
- 2002 : Les Grenouilles qui vont sur l’eau ont–elles des ailes ?, d'après Jean-Pierre Brisset

#### Romans
- 2001 : Sale temps pour les vivants, Flammarion  (ISBN 978-2080681461)
- 2008 : Laisse les hommes pleurer, Actes Sud (ISBN 978-2742776900)
- 2016 : L’Âme à l’envers, Actes Sud,  (ISBN 978-2330038885)

#### Nouvelles
- 2004 : De plus en plus de gens deviennent gauchers, Actes Sud recueil de nouvelles  (ISBN 978-2742746354).

#### Récits et Poèmes
- 1986 : Une Manière Noire, Éditions Verdier (ISBN 978-2864320524).
- 1988 : Salomé, les yeux tus, Comp'Act,, illustré par des gravures de Hickin.
- 1988 : L’Étreinte, le temps, Comp’Act, Coll. « Morari » recueil de poèmes.
- 2014 : Au bord du théâtre, Tome 1, La Rumeur Libre
- 2016 : Au bord du théâtre, Tome 2, La Rumeur Libre
- 2020/2021 : Au bord du théâtre, Tome 3, La Rumeur Libre (autour de la tragédie)

## Metteur en scène et acteur de théâtre

### Metteur en scène

#### De ses propres pièces
- 2000 : Filons vers les Îles Marquises, mise en scène avec Catherine Beau, Limoges.
- 2001 : Divertissement bourgeois, mise en scène avec Catherine Beau, Montluçon.
- 2003 : Le Plancher des vaches, mise en scène avec Catherine Beau, Tulle.
- 2007 : Nos ancêtres les grenouilles , mise en scène de Eugène Durif et Karelle Prugnaud[18], Festival d'Avignon.

#### De son adaptation
- 2002 :  Les Grenouilles qui vont sur l’eau ont–elles des ailes ?, adaptation d'Eugène Durif, d'après le titre éponyme de Jean-Pierre Brisset, mise en scène avec Catherine Beau, Paris.

### Acteur de théâtre

#### Dans ses propres pièces
- 2005 :  Cette fois, sans moi, mise en scène Karelle Prugnaud, Limoges.
- 2007 : Nos ancêtres les grenouilles, mise en scène de Eugène Durif et Karelle Prugnaud, Festival d'Avignon.
- 2008 : La Nuit des feux, mise en scène Karelle Prugnaud, Guéret.
- 2010 : C'est la faute à Rabelais, mise en scène Jean-Louis Hourdin, Théâtre de Bourg-en-Bresse.

#### Autres pièces
- 1999 : Grand et petit de Botho Strauss, mise en scène de Robert Cantarella, Théâtre Gérard Philipe
- 2002 : Les Grenouilles qui vont sur l’eau ont–elles des ailes ?, adaptation d'Eugène Durif, d'après le titre éponyme de Jean-Pierre Brisset, mise en scène de Eugnène Durif et Catherine Beau, Paris.
- 2009 : Artaud pièce courte de Diane Scott, mise en scène de l'auteure, Paris.
- 2009 : Le Cauchemar de Jean-Michel Rabeux, mise en scène de l'auteur, théâtre de la Bastille, Paris.